# Chochołów (Petite-Pologne)
Pour les articles homonymes, voir Chochołów.
Chochołów est une localité polonaise de la gmina de Czarny Dunajec, située dans le powiat de Nowy Targ en voïvodie de Petite-Pologne.